# Sutivanac
Sutivanac (korábban Sveti Ivan nad Rašom, olaszul: San Giovanni d’Arsa) falu Horvátországban, Isztria megyében. Közigazgatásilag Barbanhoz tartozik.

## Fekvése
Az Isztria délkeleti részén, Pólától 36 km-re északkeletre, községközpontjáról 10 km-re északra, a Raša völgyétől nyugatra fekszik.

## Története
A távoli múltban ezen a területen három erődített település állt, melyek közül egyet a középkorban várrá építettek át és a Raša menti határvédelmi várrendszer része volt. A kora középkorban ugyanis a Raša folyónál húzódott a határ a bizánci és a horvát, majd később a velencei és az osztrák területek között. A várnak csekély maradványai találhatók a "Gradina" nevű helyen, egy hullámos sziklás területen 250 méterrel a Raša völgye felett. A vármaradványok előterében volt az egykori elővár, melyből mára egyedül a Keresztelő Szent János templom maradt meg. A templomot a korabeli források 1012-ben mint az aquileiai pátriárka fennhatósága alatt álló építményt említik először.
A települést a történeti források "Santivanac, Svetivanac, Svetisdanaz" alakban említik. Nevét a templomáról kapta. Sutivanac a 14. században a lupoglavi uradalomhoz tartozott. A lupoglavai urbáriumban "Sanct Johanes Perg" néven szerepel. Különálló birtokként először 1525-ben említik, amikor akkori birtokosa a Herberstein család a lupoglavi uradalmat Ferdinánd osztrák főhercegnek engedte át. 1529-ben Ferdinánd Lupoglav új urának Kruzsics Péternek adta. Kruzsics halála után lakossága évszázadokig német hűbéruraknak volt a jobbágya és nagy szegénységben élt. Uraiknak termésükből és állataikból tizeddel adóztak.
Az itt élők élete mindig nehéz volt, szegény emberek voltak. A legnehezebb időkről közszájon forgott egy legenda. Eszerint Sutivanacon élt egy Ivan nevű bölcs ember, aki azt mondta az embereknek, hogy ő majd megőrzi a pénzüket a nehéz időkre. Így mindenki Ivannak adta a kis pénzecskéjét, melyet Ivan a házában réztárgyakban őrzött. Amikor a nehéz idők elérkeztek és az emberek kérték a megtakarított pénzüket Ivan azt mondta, hogy még nincs itt az ideje mivel még nehezebb idők jönnek. Végül az emberek gyanút fogtak, hogy Ivan már elköltötte a pénzüket. Egyik éjjel bementek Ivan házába, levágták a fejét, majd megtalálták a réz tárgyakat melyekben minden pénz benne volt, egy csepp sem hiányzott belőle. Az emberek már sajnálták amit tettek és Ivan tiszteletére templomot építettek. Egy másik legenda szerint amikor Attila hun hadai az itteni várat támadták a hun király meg akarta szerezni az emberek vagyonát, amit az évek során gyűjtöttek. Végül mivel a kincseket nem kapta meg felgyújtotta az egész várat. Sutivanacból csak a Szent János templom maradt meg, melyet egy felhő takart el Attila elől aki azt így nem láthatta.
1797-től 1813-ig francia uralom alatt állt, közben 1805-ben az Isztriával együtt a napóleoni Olasz Királyság része lett. A francia uralom több változást is hozott az isztriai települések életében, melyek közül a legfontosabb a hűbéri viszonyok megszüntetése, az egyházi befolyás csökkentése és a települések önállóságának növekedése voltak. Napóleon bukása után a bécsi kongresszus az Isztriát Ausztriához csatolta és egészen 1918-ig osztrák uralom alatt állt. Plébániájához Bašići, Cvitići, Dolica, Gorica, Grgeci, Medančići, Rapanji, Risi és Varož települések tartoznak mintegy 330 hívővel. Az első világháború után Olaszországhoz került. Az Isztria az 1943-as olasz kapituláció után szabadult meg az olasz uralomtól. A második világháború után Jugoszlávia, majd Jugoszlávia felbomlása után 1991-ben a független Horvátország része lett. 2011-ben a falunak 345 lakosa volt. Lakói hagyományosan mezőgazdasággal és állattartással foglalkoznak.

## Nevezetességei
- A falutól délre a temetőben áll Keresztelő Szent János tiszteletére szentelt temploma,[5] melyet 1012-ben már említenek. Az épület egyhajós, téglalap alakú, hosszúkás alaprajzú, félkör alakú kőlapokkal borított apszissal. A nyugati homlokzat az eredetileg román stílusú épületnek a modern korban történt átalakításával jött létre, amikor a templom falait felemelték és a hajót meghosszabbították. A templom belsejét kőlapok borítják. A kőpadozatba egy értékes, 18. századi sírkövet építettek be az elhunyt mesterségének faragott szimbólumaival.
- Szűz Mária tiszteletére szentelt plébániatemploma a 18. században épült egy korábbi templom helyén. Egyhajós, négyszög alaprajzú épület, szentélyét a hajótól diadalív választja el. Oltárán Szűz Mária szobra látható.

## Lakosság
| Lakosság változása | Lakosság változása | Lakosság változása | Lakosság változása | Lakosság változása | Lakosság változása | Lakosság változása | Lakosság változása | Lakosság változása | Lakosság változása | Lakosság változása | Lakosság változása | Lakosság változása | Lakosság változása | Lakosság változása | Lakosság változása |
| ------------------ | ------------------ | ------------------ | ------------------ | ------------------ | ------------------ | ------------------ | ------------------ | ------------------ | ------------------ | ------------------ | ------------------ | ------------------ | ------------------ | ------------------ | ------------------ |
| 1857               | 1869               | 1880               | 1890               | 1900               | 1910               | 1921               | 1931               | 1948               | 1953               | 1961               | 1971               | 1981               | 1991               | 2001               | 2011               |
| n. a.              | n. a.              | n. a.              | n. a.              | n. a.              | n. a.              | n. a.              | n. a.              | n. a.              | n. a.              | n. a.              | n. a.              | n. a.              | n. a.              | n. a.              | 345                |